# Motorkendebogstaver
Motorkendebogstaver er en identificeringskode, der blev udviklet af Volkswagen Group i midten af 1960'erne for at kunne skelne de forskellige typer af motorer entydigt fra hinanden. Motorkendebogstavet stilles foran det løbende motornummer. Begge stanses ind i motorblokken. Dermed findes der en entydig identifikation til anskaffelse af reservedele eller i tilfælde af udskiftning.
Forløbersystemet var en identifikation af køretøjerne og motorerne ved hjælp af et forløbende chassisnummer. I flere år bestræbte man sig på at benytte samme nummer for chassisnummer og motornummer, men det blev stadigt vanskeligere, efterhånden som ombytningsmotorer blev mere udbredte.